# Grandes amigos
Grandes amigos es una película española de drama estrenada en 1967, dirigida por Luis Lucia Mingarro y protagonizada en el papel principal por Nino del Arco.
La película está inspirada en la novela "La colina del árbol" de Carlos María Ydígoras.

## Sinopsis
Tras la muerte del padre de Antonino, él y su madre María sobreviven con el poco dinero que ella recibe del oficio de guardabarreras. Un día, jugando a la pelota en el campo, descubre un Niño Jesús enterrado entre las piedras de una cueva. Se lo lleva a casa contento de alegría, pero al llegar descubre a su madre llorando porque le acaban de comunicar que debe dejar el trabajo en el pueblo e instalarse en Madrid. Allí, Nino hará todo lo posible por ganarse la amistad y confianza de los niños del colegio contando para ello con la ayuda del maestro, del titiritero con el que viven y de una milagrosa figura del Niño Jesús que concede al niño todo lo que pide.

## Reparto
- Nino del Arco como Antonino
- Eva Guerr como	María González, Madre de Antonino
- Manuel Gil como El Maestro
- Julio Goróstegui como El Titiritero
- Antonio Moreno como El Maquinista
- Aníbal Vela (hijo) como El Fogonero
- Blaki como Pedro, El ferroviario
- Sergio Mendizábal como El Cura
- Emilio Rodríguez como El Camionero
- Peter Damon como El Pastor
- Manuel Guitián como Viejo en puente
- Goyo Lebrero